# Mishaal bin Abd Allah Al Sa'ud
Mishʿal bin Abd Allāh Āl Saʿūd (in arabo مشعل بن عبدالله بن عبدالعزيز آل سعود‎?; Riad, 25 novembre 1970) è un politico saudita, membro della famiglia reale Āl Saʿūd.

## Primi anni di vita e formazione
Mishaal bin Abd Allah è nato a Riad, sesto figlio di re Abd Allah. Sua madre è Tathi bint Mishan Al Faisal Al Jarba (o Al Jarbah), appartenente al ramo iracheno della tribù Shammar. Nel 1995 ha conseguito un Bachelor of Arts in scienze politiche presso l'Università Re Sa'ud. Possiede anche un dottorato di ricerca in scienze politiche.

## Carriera iniziale
Mishaal bin Abd Allah ha iniziato la sua carriera come direttore del Dipartimento di informatica della Guardia Nazionale dal 1997 al 2003. Poi, dal 22 agosto 2003, è stato ministro plenipotenziario di III classe presso il Ministero degli affari esteri. In seguito, il 12 febbraio 2006, è diventato ministro plenipotenziario presso lo stesso dicastero. È stato anche consigliere della Corte Reale saudita. Nel novembre 2006, ha guidato la delegazione dell'Arabia Saudita a una riunione dell'Assemblea generale delle Nazioni Unite.

## Governatore
Il 1º aprile 2009, il principe Mishaal è nominato governatore della provincia di Najran. Si dice che la Provincia sia notevolmente progredita dopo la sua nomina. Il 18 novembre 2011, ha avvertito gli enti pubblici e privati che avrebbe monitorato i progetti di servizi che venivano forniti nella provincia e intrapreso azioni punitive contro le aziende e i funzionari negligenti. La sua nomina è comunemente considerata come un gesto positivo di re Abd Allah verso gli ismailiti residenti nella provincia.
Mishaal bin Abd Allah è stato anche uno dei consiglieri della Corte del Principe della Corona. In altre parole, è stato uno dei consiglieri del defunto principe ereditario Nayef. Gli altri due erano Mohammed bin Fahd e Faysal bin Khalid.
Il 22 dicembre 2013 è stato nominato governatore della Provincia della Mecca, in sostituzione di Khalid bin Faysal Al Sa'ud. Il 29 gennaio 2015 il nuovo re Salman lo ha sollevato dall'incarico. Il predecessore lo ha sostituito. Lo stesso giorno Khalid è stato nominato consigliere del re.

### Motivi per la sua nomina a governatore della provincia di Najran
Nella Provincia di Najran, nel sud dell'Arabia Saudita, la piccola minoranza ismailita, costituita da circa 400 000 persone, aveva sperimentato una discriminazione sistematica dopo la nomina dell'altamente conservatore Mishaal bin Sa'ud nel 1996. Durante il suo mandato, la libertà religiosa si era ridotta, arrivando alla chiusura di moschee, all'arresto di chierici e a restrizioni nelle scuola religiose per i giovani. Come risultato, gli ismailiti pensavano di essere sotto assedio e hanno cominciato ad armarsi in caso di un attacco contro il loro capo religioso, il Da'i al-Mutlaq (la Guida Assoluta), nella sua casa di Najrān. Nonostante il fatto che gli ismailiti siano la maggioranza della popolazione di Najran, detengono solo una piccola minoranza di tutti i posti di rilievo del governo. Inoltre, l'esecutivo saudita ha perseguito una politica di naturalizzazione degli yemeniti sunniti provenienti dalla regione del Hadramawt, fornendo loro lotti di terreno, consentendo loro di portare armi e presumibilmente chiudendo un occhio nelle vessazioni che infliggevano agli ismailiti. Questa politica sembrava essere notevolmente miope in quanto molte delle tribù invitate a vivere nel Najran costituivano il terreno di reclutamento di Al-Qaida nello Yemen. A causa di questi eventi negativi, la tensione tra le autorità locali e la popolazione ismailita è aumentata, provocando uno scontro tra manifestanti e poliziotti armati ismailiti e unità dell'esercito fuori dall'hotel Holiday Inn nella città Najran nell'aprile del 2000.
Come risultato di reazioni nazionali e internazionali, re Abd Allah ha licenziato Mishaal bin Sa'ud dal posto di governatore della Provincia di Najran alla fine del 2008 e ha nominato suo figlio, il principe Mishaal, nel mese di aprile 2009. Mishaal bin Abd Allah, ha acquisito una buona reputazione per la sua intelligenza e diligenza nel lavoro per ridurre la povertà in Arabia Saudita. Ha iniziato un programma per affrontare le rivendicazioni sociali ed economiche della comunità ismailita, compresa la distribuzione delle terre precedentemente loro espropriate.

## Polemica
Il 27 marzo 2012, Mishaal bin Abd Allah è stato segnalato per aver chiesto al ministero della cultura e dell'informazione di indagare sui programmi di un canale televisivo satellitare che avrebbero provocato settarismo e danneggiato l'unità nazionale a causa del fatto che il canale mandava in onda un programma che avrebbe mirato a dividere i residenti della regione lungo linee confessionali. Infatti, uno speaker del canale televisivo aveva rivolto commenti negativi contro il popolo di Najran in base alla loro confessione religiosa. Su sua richiesta, è stata avviata un'indagine. Il ministro della cultura e dell'informazione, Abdul Aziz Khoja, ha dichiarato che tali provocazioni erano contro l'unità nazionale e non potevano essere tollerate.

## Vita personale
Il principe Mishaal ha sposato in prime nozze Luluwah bint Nawaf bin Mohammed bin Abd Allah bin Abdul Rahman Al Sa'ud nel gennaio 2009. Il 10 maggio 2012 ha sposato la principessa Nouf bint Bandar Al Sa'ud. Il principe Mishaal è membro onorario dell'Al-Hilal Club.